# Парк имени Первого Президента Республики Казахстан (Актобе)
Центральный парк культуры и отдыха имени Первого Президента Республики Казахстан — парк в городе Актобе, расположенный в центральной части города, вдоль проспекта Абилкайыр хана. Площадь парка составляет 42 га.
Во времена СССР, с 1989 года центральный парк именовался в честь В. И. Ленина, а после обретения независимости в 1990-е годы был переименован в парк имени Абая.
Впервые идея о переименовании парка в честь президента Казахстана прозвучала, когда профессор Закретдин Байдосов выступил с инициативой о пожизненном президентском сроке для Нурсултана Назарбаева. Годом ранее Байдосов так же предлагал переименовать расположенный рядом водно-зелёный бульвар Единства и Согласия в честь президента.
Согласно официальным данным, на реконструкцию парка в 2010 году было потрачено более 1 млрд тенге. В нём были посажены различные породы деревьев и цветов, в центре парка был установлен самый высокий в Казахстане флагшток (91 м), тротуары были выложены брусчаткой, в центре парка появился искусственный пруд. Торжественное открытие парка после реконструкции состоялось 13 сентября, в день визита президента в Актобе. Нурсултан Назарбаев так высказался по этому поводу:

Я всегда запрещаю привязывать моё имя к чему-нибудь. Если это будет нормой — это будет не правильно. Я сказал, что можно называть парк именем первого президента. Но фамилии не надо. Я против присвоения моего имени чему-либо по всему Казахстану. Мне это не нужно.

В ходе реконструкции в парке был построен фонтан диаметром 17 м и искусственный водоём площадью 7500 м² с лодочной станцией и пешеходным мостом.

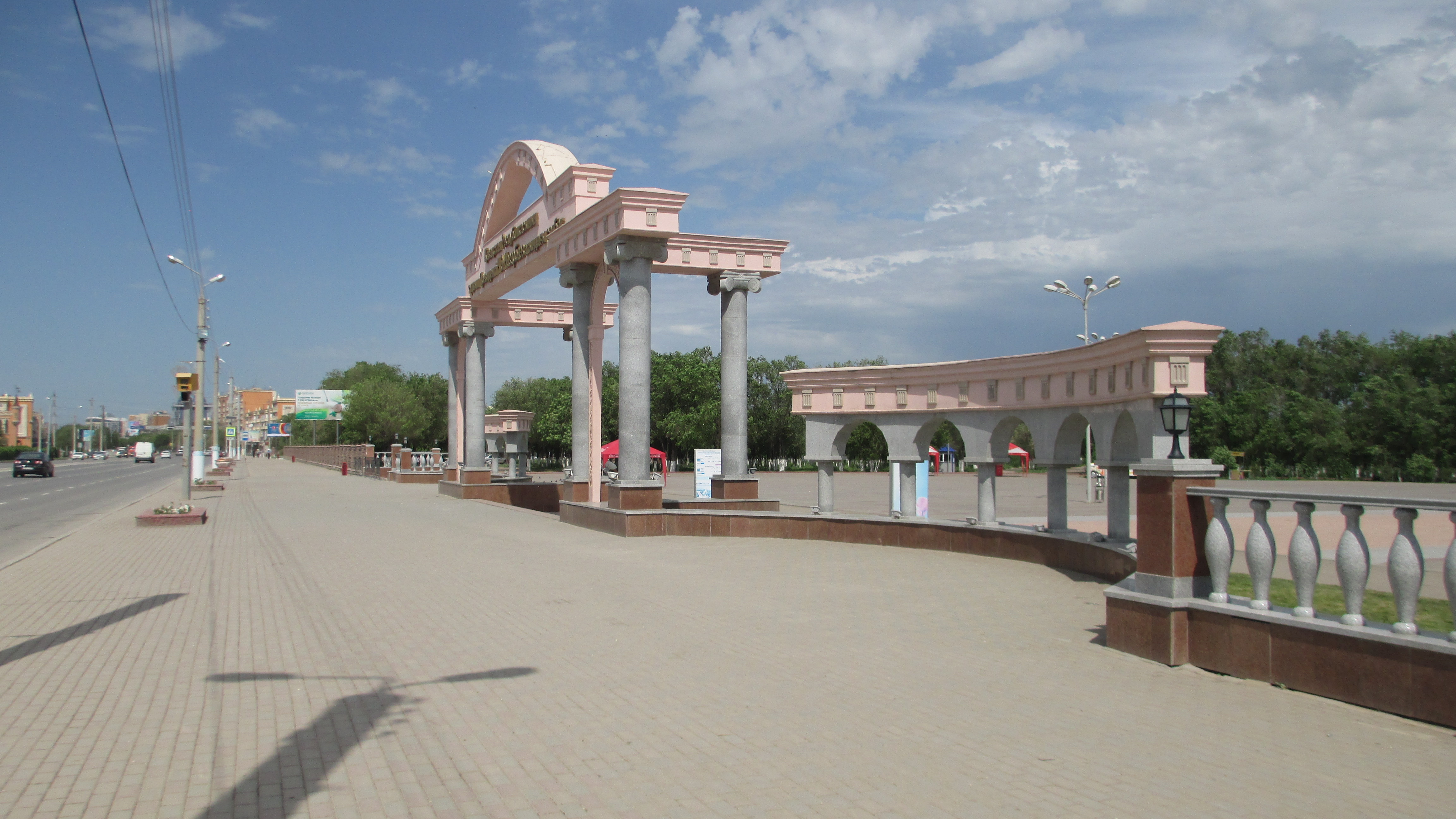
Центральный вход
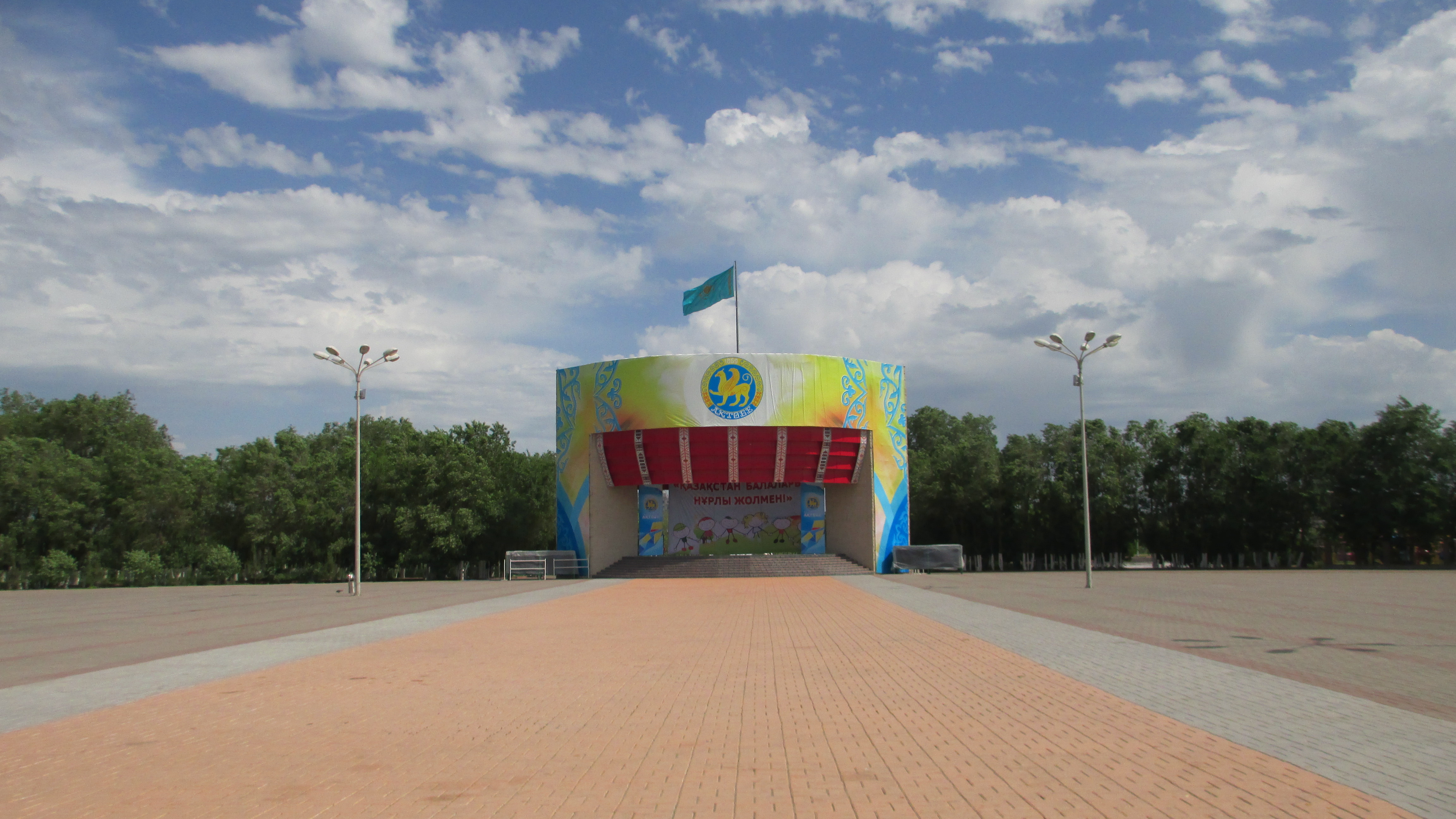
Главная сцена
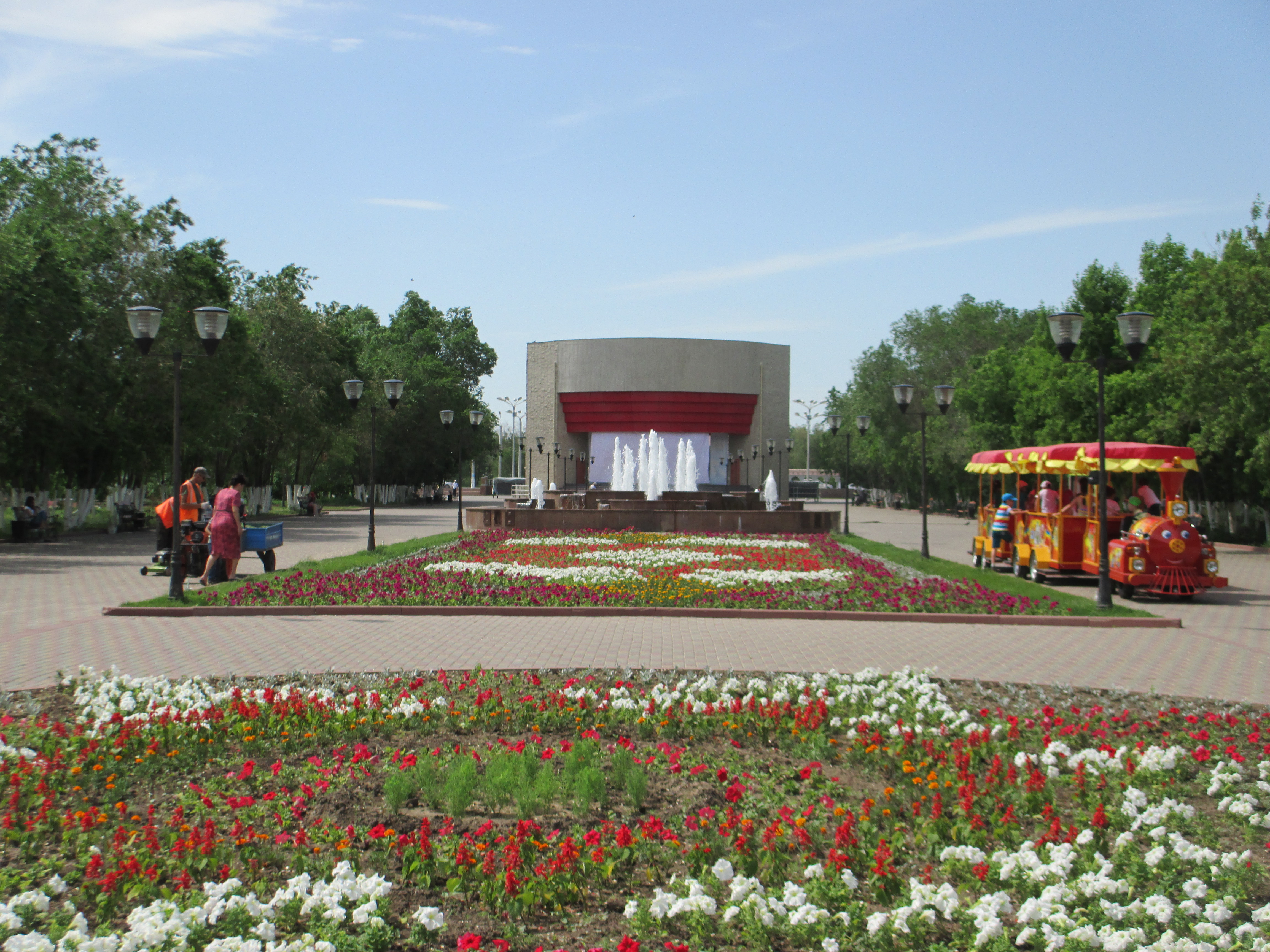
Аллея позади сцены